# Liste portugiesisch-US-amerikanischer Persönlichkeiten

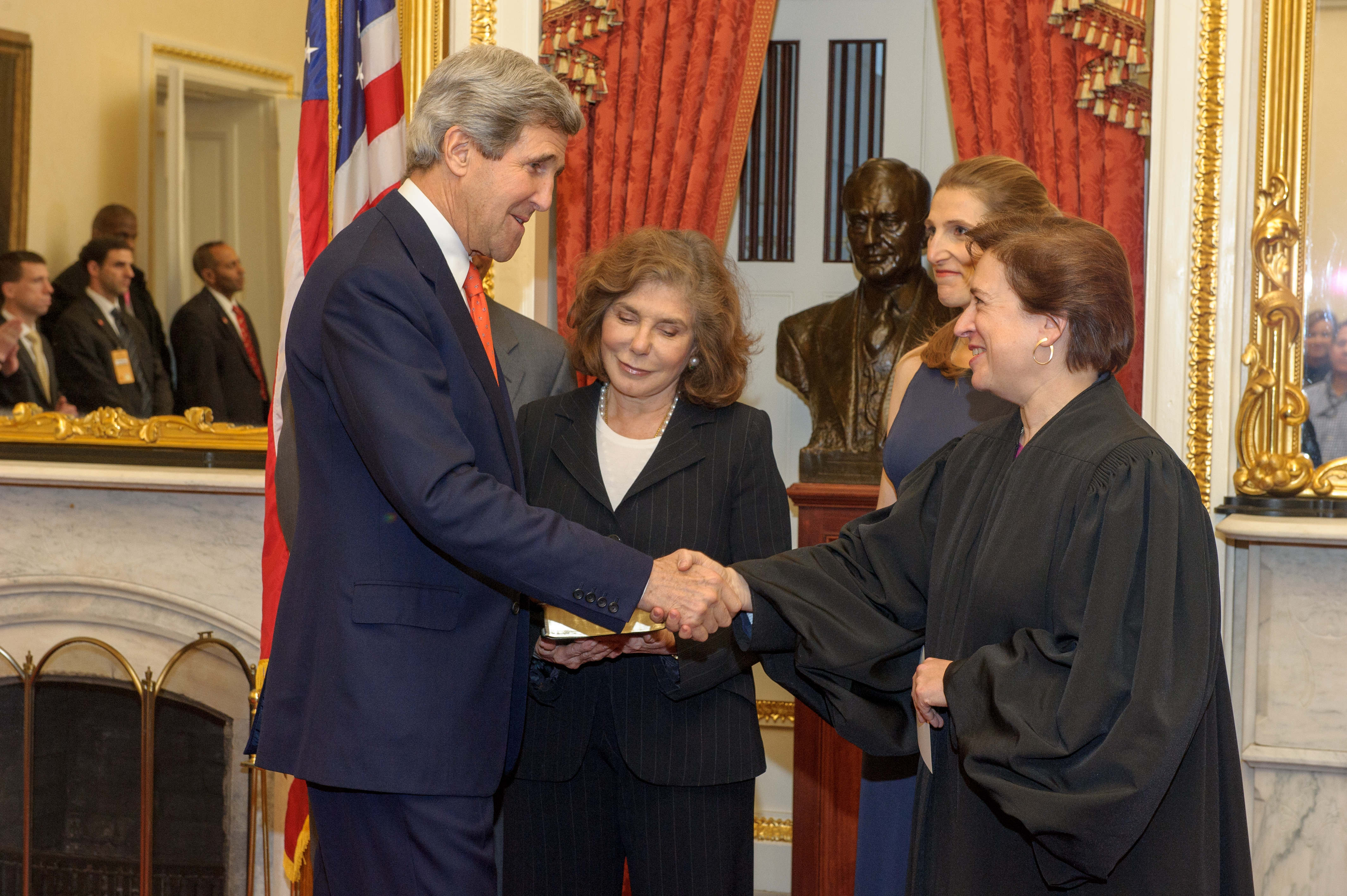
Heinz-Ketchup-Erbin Teresa Heinz (Mitte) bei der Vereidigung ihres Ehemannes, US-Außenminister John Kerry

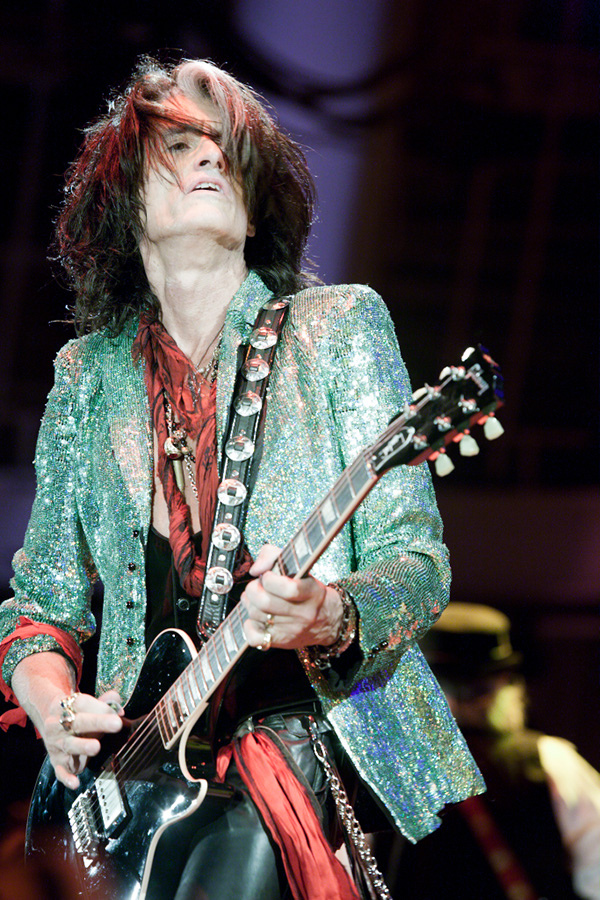
Aerosmith-Gitarrist Joe Perry (2013)

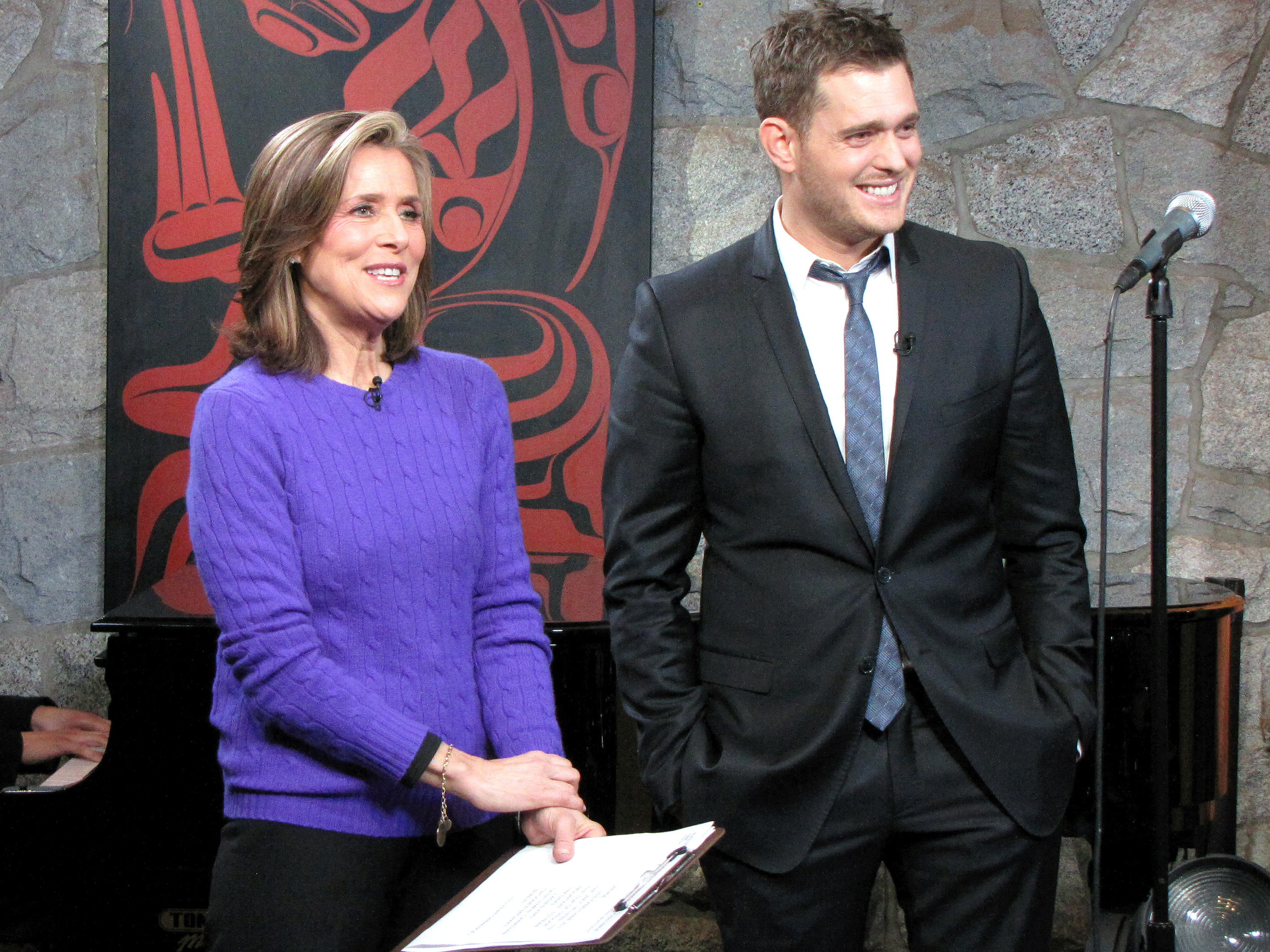
Showmasterin Meredith Vieira mit Michael Bublé

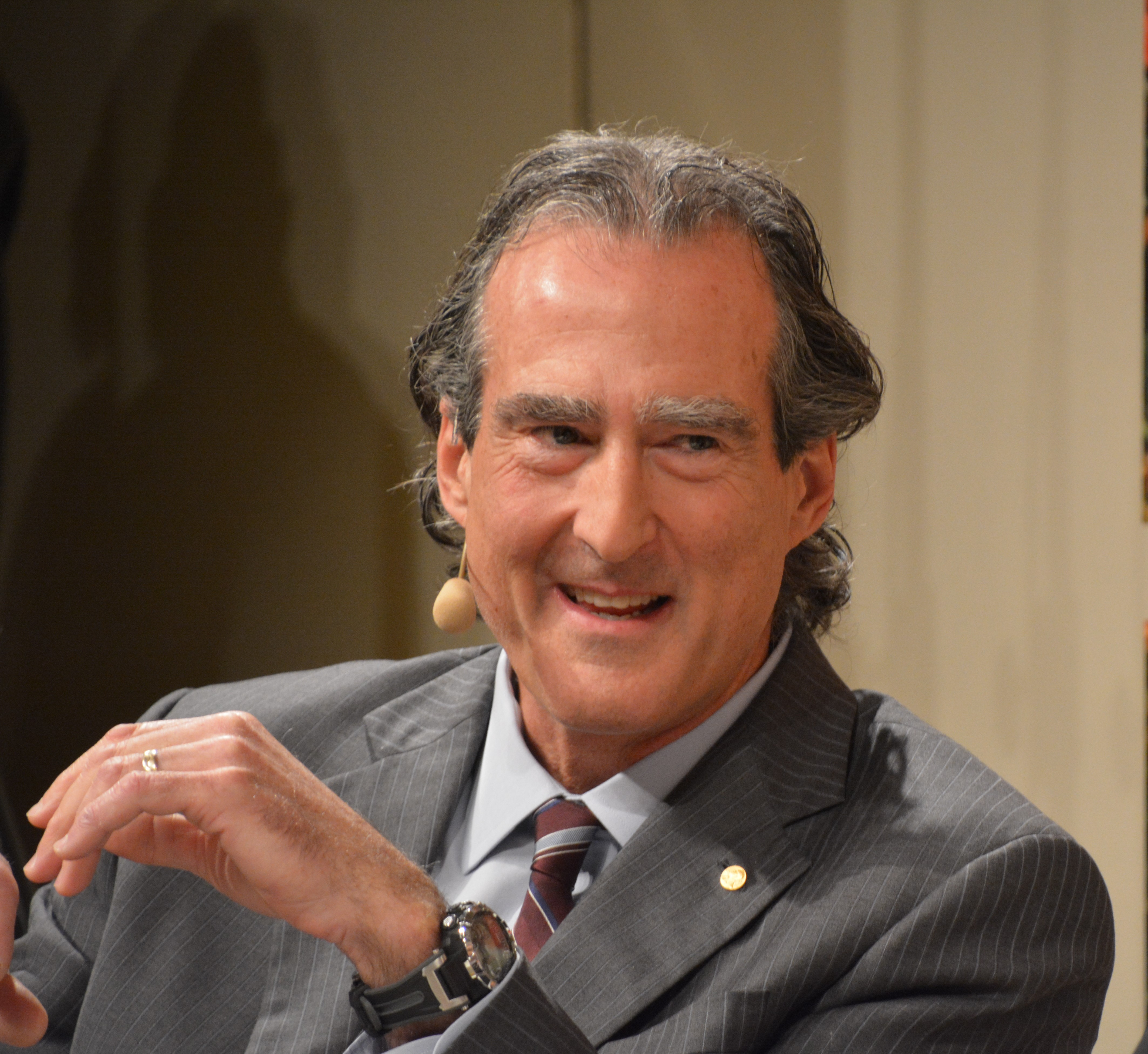
Craig Mello, Nobelpreisträger 2006

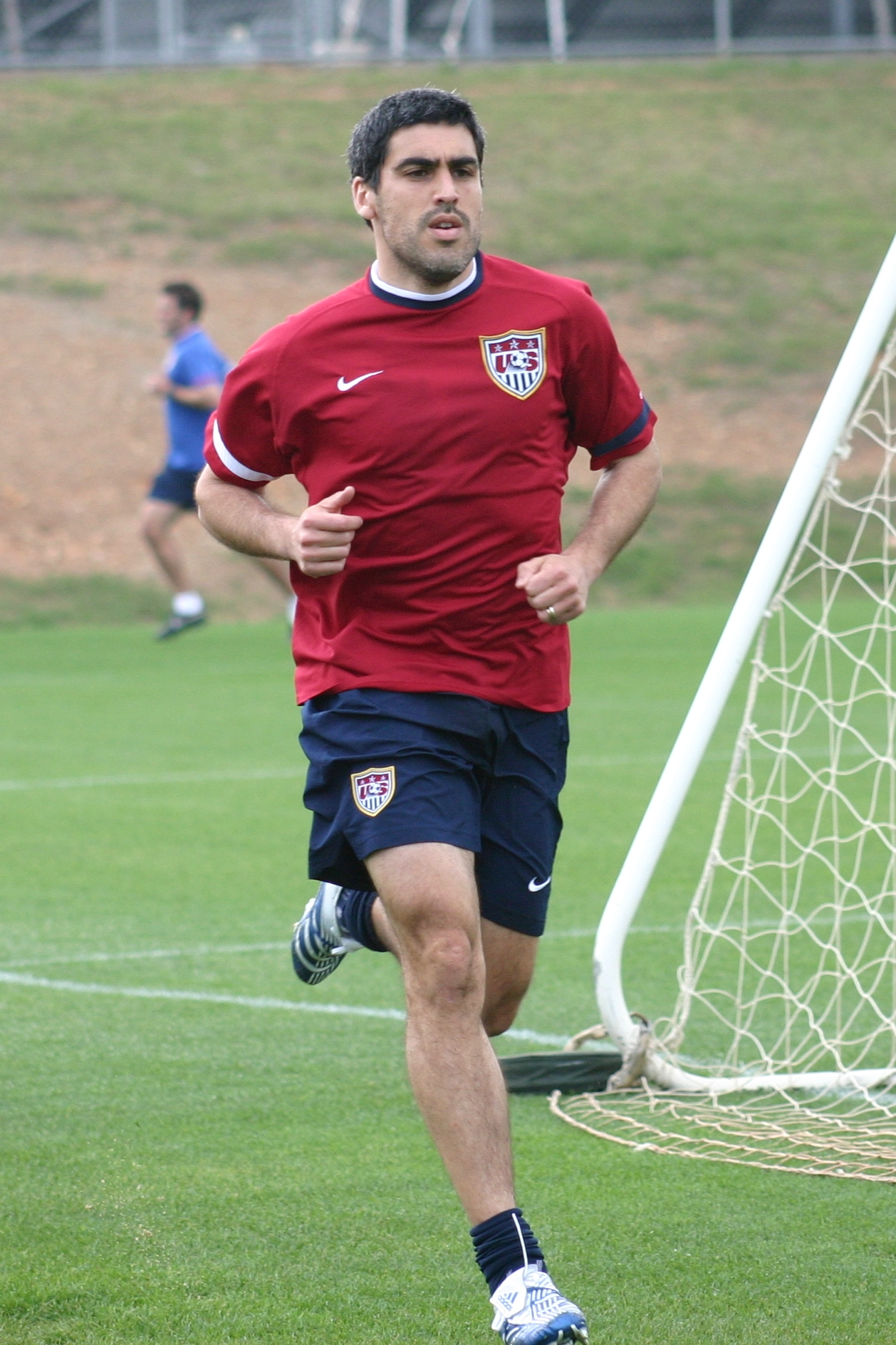
US-Nationalspieler Claudio Reyna

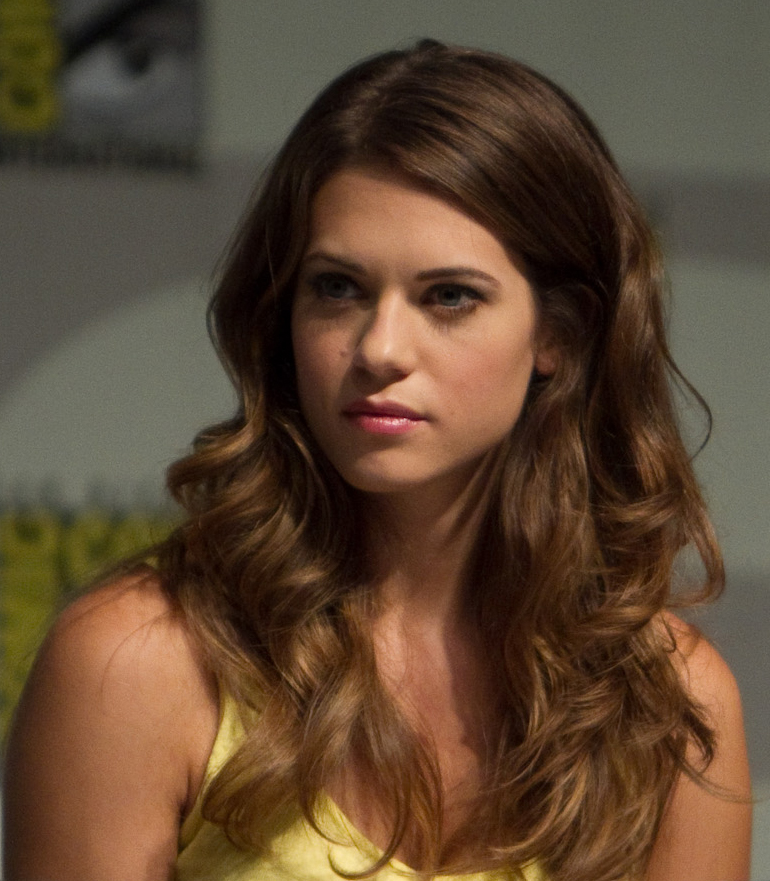
Lyndsy Fonseca (2010)

Die Liste portugiesisch-US-amerikanischer Persönlichkeiten listet bekannte Personen der Vereinigten Staaten auf, die portugiesischer Abstammung sind. Die Liste ist chronologisch nach Geburtsdatum sortiert und erhebt naturgemäß keinen Anspruch auf Vollständigkeit.
Zu den Prominenten mit weitläufigerer portugiesischer Abstammung zählen beispielsweise der Politiker Al Gore, der Tennisspieler Vic Seixas, die Schauspieler Mary Astor, Bianca Lawson, Jesse Metcalfe, Amy Poehler und Tom Hanks, die Sängerinnen Katy Perry, Sara Bareilles und Vanessa Lynn Williams, oder auch die Schauspieler und Musiker Shane West und Katie Stevens.

## Liste portugiesisch-US-amerikanischer Persönlichkeiten

### Bis 1960
- Francis Salvador (* 1747), US-amerikanischer Unabhängigkeitskämpfer
- Francis B. Spinola (1821–1891), Bürgerkriegsgeneral und Politiker
- Emma Lazarus (1849–1887), Dichterin, Autorin des Gedichts am Podest der Freiheitsstatue
- John Philip Sousa (1854–1932), bedeutender Komponist von Märschen
- Hal De Forrest (1861–1938), Stummfilm- und Theaterschauspieler
- Benjamin N. Cardozo (1870–1938), Richter am Obersten Gerichtshof
- Buddy DeSylva (1895–1950), Liedtexter, Dramatiker, Drehbuchautor und Filmproduzent
- Vincent Lopez (1895–1975), Jazz-Pianist und Big-Band-Leader
- John Dos Passos (1896–1970), Schriftsteller
- José Rodrigues Miguéis (1901–1980), Schriftsteller
- Hal Pereira (1905–1983), Filmausstatter
- Mary Astor (1906–1987), Schauspielerin und Schriftstellerin
- William Pereira (1909–1985), wegweisender Architekt
- Humberto Sousa Medeiros (1915–1983), Erzbischof von Boston
- Billy Martin (1928–1989), Baseballspieler
- Nathan Oliveira (* 1928), Bildender Künstler
- Nico Castel (1931–2015), Opernsänger
- William Joseph Levada (1936–2019), Erzbischof von San Francisco
- Joe Raposo (* 1937), Komponist und Musiker, Autor der Sesamstraße-Titelmelodie
- Teresa Heinz (* 1938), Philanthropin und Mitglied der US-Akademie der Künste und Wissenschaften, Teilerbin des Heinz-Ketchup-Imperiums
- Bobbie Gentry (* 1942), Country-Musikerin
- Ernest Moniz (* 1944), Physiker, 2013 US-Energieminister
- Danielle Steel (* 1947), populäre Autorin
- Steve Perry (* 1949), Sänger und Filmmusikkomponist
- Joe Perry (* 1950), Rockmusiker, Gitarrist der Band Aerosmith
- Jim Costa (* 1952), Politiker
- Meredith Vieira (* 1953), Journalistin und Showmasterin
- Pete Souza (* 1954), Fotograf der Präsidenten Reagan und Obama
- Teena Marie (1956–2010), R&B- und Soul-Sängerin
- Jorge Nuno Silva (* 1956), Mathematiker in Portugal und den USA
- Craig Mello (* 1960), Biochemiker, Nobelpreisträger 2006
- Daniel Silva (* 1960), Autor und ehemaliger Journalist des CNN

### Ab 1961
- Richard Pombo (* 1961), konservativer Politiker
- Pat Toomey (* 1961), konservativer Politiker
- Isabel Cruz († 2021), Informatikerin
- Brannon Braga (* 1965), Produzent und Drehbuchautor
- Linda Perry (* 1965), Sängerin, Produzentin und Songwriterin, auch bekannt als Sängerin der 4 Non Blondes
- Nuno Bettencourt (* 1966), Gitarrist und Komponist, bekannt als Gitarrist der Band Extreme
- Glenn Medeiros (* 1970), Sänger
- Krista Allen (* 1971), Schauspielerin
- Steve Cruz (* 1972), Pornodarsteller
- David Silveria (* 1972), Schlagzeuger und Gründungsmitglied der Rockband Korn
- Peter Polaco (* 1973), Wrestler
- Claudio Reyna (* 1973), Fußballspieler u. a. bei Bayer 04 Leverkusen
- Danny Silva (* 1973), Skilangläufer und Biathlet
- Joe Madureira (* 1974), Comiczeichner
- Pedro Pinto (* 1975), Journalist, Moderator und Kommunikationsexperte
- James Franco (* 1978), Schauspieler und Regisseur
- Mark Teixeira (* 1980), Baseballspieler
- Jonathan Taylor Thomas (* 1981), Schauspieler
- Matt Costa (* 1982), Sänger und Songschreiber
- Daniela Ruah (* 1983), Schauspielerin, bekannt u. a. aus der TV-Serie Navy CIS: L.A.
- Shiloh Fernandez (* 1985), Schauspieler und Model
- Dave Franco (* 1985), Schauspieler, Bruder von James Franco
- Dilshad Vadsaria (* 1985), Schauspielerin
- Lyndsy Fonseca (* 1987), Schauspielerin
- Baauer (* 1989), DJ-Musiker
- Dev (* 1989), Sängerin und Rapperin
- Julia Nunes (* 1989), Singer-Songwriterin
- Brooke Burke Charvet (* 1991), Schauspielerin und Model
- Sky Ferreira (* 1992), Popsängerin
- Michele Vasconcelos (* 1994), US-amerikanische Fußball-Nationalspielerin, mit dem portugiesischen Fußballer Pedro Vasconcelos verheiratet
- Nádia Gomes (* 1996), portugiesische Fußball-Nationalspielerin, wuchs in Sandy (Utah) auf
- Travian Sousa (* 2001), Fußballspieler
- Jack Teixeira (* 2001), Soldat